# Harmsiodoxa puberula
Harmsiodoxa puberula är en korsblommig växtart som beskrevs av Elizabeth Anne Shaw. Harmsiodoxa puberula ingår i släktet Harmsiodoxa och familjen korsblommiga växter. Inga underarter finns listade i Catalogue of Life.